# دست‌نوشته‌های ریاضی کارل مارکس

کارل مارکس

دست‌نوشته‌های ریاضی کارل مارکس (انگلیسی: Mathematical manuscripts of Karl Marx) مجموعه یادداشت‌های کارل مارکس در تلاش برای فهم بنیادهای محاسبات نامتناهی در ریاضیات بین سال‌های ۱۸۷۳ تا ۱۸۸۳ است. این کتاب برای اولین بار به زبان روسی در سال ۱۹۶۸ با ویراستاری سوفیا یانوفسکایا منتشر شد.